# مته مغول خیل
مته مغول خیل (به انگلیسی: Matta Mughal Khel) یک شهرک در پاکستان است که در شهرستان چهارسده واقع شده‌است.